# Pálffy Ilona
Pálffy Ilona (asszonynevén Teffnerné, Berettyóújfalu, 1948. július 19. –) magyar jogász, a Nemzeti Választási Iroda első elnöke.

## Életpályája
1972-ben szerzett diplomát az Eötvös Loránd Tudományegyetem Állam- és Jogtudományi Karán. 1974-től helyi tanácsi hivatalokban állt alkalmazásban, majd 1991-től a Pest Megyei köztársasági Megbízott Hivatal törvényességi osztályvezetője, később pedig hivatalvezetője volt. 1993-tól az Országos Választási Iroda jogi és adatvédelmi osztályvezetője, később helyettes vezetője, ezután az Önkormányzati Főosztály főosztályvezető-helyettese. 
1995-től 1998-ig az Országgyűlési Biztosok Hivatalának hivatalvezetője, 1998-tól az Igazságügyi Minisztérium közjogi helyettes államtitkára, 2000-től az Alkotmánybíróság főtitkára. 2011 szeptemberétől a Nemzeti Fejlesztési Minisztérium jogi és koordinációért felelős helyettes államtitkára volt. 
2012-től politikai tanácsadója volt az IMF-tárgyalásokért felelős tárca nélküli miniszterének. 2012-től 2013-ig a Miniszterelnökségen politikai főtanácsadóként dolgozott, 2013. május 24-étől 2020. augusztus 31-éig, lemondásáig és nyugdíjba vonulásáig a Nemzeti Választási Iroda első elnöke.

## Díjai
- A Magyar Érdemrend középkeresztje (2015)